# Estrées-lès-Crécy
Estrées-lès-Crécy är en kommun i departementet Somme i regionen Hauts-de-France i norra Frankrike. Kommunen ligger i kantonen Crécy-en-Ponthieu som tillhör arrondissementet Abbeville. År 2022 hade Estrées-lès-Crécy 397 invånare.

## Befolkningsutveckling
Antalet invånare i kommunen Estrées-lès-Crécy
| Referens: INSEE |